# Kilian Gubitz
Kilian Gubitz  (* 11. Dezember 1751 in Freyen-Seyboldsdorf; † 29. Dezember 1824 in Regen) war ein Benediktiner und von 1799 bis 1803 Abt der Abtei Niederaltaich.
Der seit 1778 dem Konvent angehörende Kilian Gubitz diente nach seiner Priesterweihe zunächst als Professor an der Theologischen Hauslehranstalt von Kloster Niederaltaich, dann als Chorregent, bevor er 1799 zum 79. und zugleich letzten Abt von Niederaltaich gewählt wurde. „Seine Hauptsorge galt einer verantwortungsvollen Wirtschaftsführung, die freilich in den paar Jahren seiner Amtszeit und bei den immer höheren Anforderungen des Staates die übernommene Schuldenlast nicht tilgen konnte.“ Der Regensburger Reichsdeputationshauptschluss von 1803, der die Säkularisation der Klöster verfügte, bedeutete auch für Niederaltaich die Auflösung sowie die Konfiszierung und Versteigerung seines Besitzes. Abt Gubitz verblieb mit seinen Mitbrüdern noch bis 1806 im Kloster, um dann als Kommorant ohne seelsorgerische Verpflichtungen nach Regen versetzt zu werden, wo er 1824 erblindet verstarb.